# HD 152585
HD 152585，又名BD-11 4231，SAO 160159、HR 6278，是一颗恒星，视星等为6.57，位于銀經7.87，銀緯19.37，其B1900.0坐标为赤經16h 49m 6.2s，赤緯-11° 19.37′ 44″。